# Mike Latendresse
Mike Latendresse (né le 11 février 1971 à Montréal, dans la province de Québec au Canada) est un joueur et entraîneur professionnel canadien de hockey sur glace.

## Carrière en club
En 1992, il commence sa carrière avec l'Université du Maine dans l'Hockey East. Il passe professionnel avec les Red Wings de l'Adirondack dans la Ligue américaine de hockey en 1994.

## Statistiques
| Saison    | Équipe                    | Ligue |    | Saison régulière | Saison régulière | Saison régulière | Saison régulière | Saison régulière |   | Séries éliminatoires | Séries éliminatoires | Séries éliminatoires | Séries éliminatoires | Séries éliminatoires |
| Saison    | Équipe                    | Ligue | PJ | B                | A                | Pts              | Pun              | PJ               | B | A                    | Pts                  | Pun                  |                      |                      |
| 1992-1993 | Black Bears du Maine      | NCAA  | 40 | 21               | 30               | 51               | 22               | -                | - | -                    | -                    | -                    |                      |                      |
| 1993-1994 | Black Bears du Maine      | NCAA  | 33 | 20               | 19               | 39               | 43               | -                | - | -                    | -                    | -                    |                      |                      |
| 1994-1995 | Red Wings de l'Adirondack | LAH   | 2  | 0                | 0                | 0                | 0                | -                | - | -                    | -                    | -                    |                      |                      |
| 1994-1995 | Storm de Toledo           | ECHL  | 43 | 36               | 20               | 56               | 23               | 4                | 1 | 3                    | 4                    | 2                    |                      |                      |
| 1995-1996 | Bulls de Birmingham       | ECHL  | 28 | 21               | 28               | 49               | 32               | -                | - | -                    | -                    | -                    |                      |                      |
| 1995-1996 | Vipers de Détroit         | LIH   | 1  | 0                | 0                | 0                | 2                | -                | - | -                    | -                    | -                    |                      |                      |
| 1996-1997 | Bulls de Birmingham       | ECHL  | 61 | 20               | 28               | 48               | 82               | 2                | 0 | 1                    | 1                    | 0                    |                      |                      |
| 1997-1998 | Nailers de Wheeling       | ECHL  | 70 | 30               | 45               | 75               | 18               | 15               | 6 | 7                    | 13                   | 0                    |                      |                      |
| 1998-1999 | Nailers de Wheeling       | ECHL  | 63 | 15               | 17               | 32               | 34               | -                | - | -                    | -                    | -                    |                      |                      |

## Statistiques Roller Hockey
| Saison | Équipe                        | Ligue |    | Saison régulière | Saison régulière | Saison régulière | Saison régulière | Saison régulière |   | Séries éliminatoires | Séries éliminatoires | Séries éliminatoires | Séries éliminatoires | Séries éliminatoires |
| Saison | Équipe                        | Ligue | PJ | B                | A                | Pts              | Pun              | PJ               | B | A                    | Pts                  | Pun                  |                      |                      |
| 1995   | Rockin' Rollers du New Jersey | RHI   | 10 | 2                | 5                | 7                | 16               | -                | - | -                    | -                    | -                    |                      |                      |

## Carrière d'Entraîneur
- East Coast Hockey League
  - Bulls de Birmingham (1996-1997) - Assistant-Joueur